# Sinh hóa máu
Sinh hóa máu (tiếng Anh: serum biochemistry) là một xét nghiệm y học thông dụng trong chẩn đoán và theo dõi bệnh lý.
Dưới đây là bảng liệt kê thường dùng tại các phòng thí nghiệm ờ Úc:
| Hóa chất             | Đơn vị | Nồng độ bình thường |
| -------------------- | ------ | ------------------- |
| Thận và khoáng chất  |        |                     |
| Sodium (Natrium)     | mmol/L | 136 - 145           |
| Potassium (Kalium)   | mmol/L | 3,5 - 5,5           |
| Chloride             | mmol/L | 96 - 108            |
| Bicarbonate          | mmol/L | 20 - 32             |
| Urea                 | mmol/L | < 8,0               |
| Creatinine           | mmol/L | 0,04 - 0,11         |
| Uric acid            | mmol/L | 0,12 - 0,40         |
| Calcium, toàn phần   | mmol/L | 2,10 - 2,60         |
| Calcium, chỉnh       | mmol/L | 2,10 - 2,60         |
| Phosphate            | mmol/L | 0,8 - 1,4           |
| Magnesium            | mmol/L | 0,7 - 1,0           |
| Gan                  |        |                     |
| Bilirubin, toàn phần | umol/L | < 21                |
| Gamma GT             | U/L    | < 35                |
| ALP                  | U/L    | < 120               |
| ALT                  | U/L    | < 35                |
| AST                  | U/L    | < 35                |
| Protein, toàn phần   | g/L    | 60 - 80             |
| Albumin              | g/L    | 35 - 50             |
| Globulins            | g/L    | 23 - 35             |
| Mỡ trong máu         |        |                     |
| Triglyceride         | mmol/L | Rec <1.9            |
| Cholesterol          | mmol/L | Rec < 5,5           |
| HDL-Cholesterol      | mmol/L | 0,9 - 2,4           |
| LDL-Cholesterol      | mmol/L | < 3,5               |
| Tỉ lệ Chol/HDL       |        | < 4,4               |

Ure máu
ure
- là sản phẩm thoái hóa quan trọng nhất của protein được thải qua thận.
- trị số bình thường (bt): 2.5 - 7.5 mmol/l

-> BUN (Blood Urea Nitrogen) = ure (mg) x 28/60; đổi đơn vị: mmol/l x 6 = mg/dl.
- tăng: bệnh thận, ăn nhiều đạm, sốt, nhiễm trùng, tắc nghẽn đường tiểu..
- giảm: ăn ít đạm, bệnh gan nặng, suy kiệt..

BUN
- là nitơ của ure trong máu.
- bt: 4,6 - 23,3 mg/dl. -> Bun = mmol/l x 6 x 28/60 = mmol/l x 2,8 (mg/dl).
- tăng: suy thận, suy tim, ăn nhiều đạm, sốt, nhiễm trùng..
- giảm: ăn ít đạm, bệnh gan nặng..

Creatinin
- là sản phẩm đào thải của thoái hóa creatin phosphat ở cơ, lượng tạo thành phụ thuộc khối lượng cơ, được lọc qua cầu thận & thải ra nước tiểu; cũng là thành phần đạm ổn định nhất không phụ thuộc vào chế độ ăn -> có giá trị xác định chức năng cầu thận.
- bt: nam 62 - 120, nữ 53 - 100 (đơn vị: umol/l).
- tăng: bệnh thận, suy tim, tiểu đường, tăng huyết áp vô căn, NMCT cấp..
- giảm: có thai, sản giật..
- độ thanh thải Creatinin (Cl - Cr) (ml/phút) = [(140 - tuổi) X cân nặng (kg)]/ [creatinin/máu (mg%) x 72 ], nếu là nữ x 0,85. Bình thường: 100 - 120 ml/ phút/ 1,73 m2 da. Đổi đơn vị: umol/l x 0,0113 = mg/dl = mg%.

Acid Uric = urat
- là sản phẩm chuyển hóa của base purin (Adenin, Guanin) của DNA & RNA, thải chủ yếu qua nước tiểu.
- bt: nam 180 - 420, nữ 150 - 360 (đơn vị: umol/l).
- tăng:

- nguyên phát: do sản xuất tăng, do bài xuất giảm (tự phát) -> liên quan các men:
bệnh Lesh - Nyhan, Von Gierke..
- thứ phát: do sản xuất tăng (u tủy, bệnh vảy nến..), do bài xuất giảm (suy thận, dùng thuốc, xơ vữa động mạch..).
- bệnh Gout (thống phong): tăng acid uric/ máu có thể kèm nốt tophi ở khớp & sỏi urat ở thận.
- giảm: bệnh Wilson, thương tổn tế bào gan

Bộ mỡ máu:
(Bilan Lipid) 1) Cholesterol toàn phần
2) Triglycerid
3) HDL - cho
và:
4) LDL - cho.
Cholesterol
- Cholesterol là 1 thành phần của mật do gan tổng hợp, có trong hồng cầu - màng tế bào - cơ.
- khoảng 70% cholesterol được ester hóa (kết hợp với acid béo, 30% dưới dạng tự do trong máu (huyết tương). Trong xét nghiệm, 2 dạng này thường được đo chung với nhau gọi là Cholesterol toàn phần. Choles Toàn phần = choles Tự do + Choles Ester.

o Gan là cơ quan chính tạo Cholesterol & gan cũng là cơ quan duy nhất ester hóa Cholesterol.
- Cholesterol chuyển hóa thành acid mật & muối mật (cần cho sự tiêu hóa mỡ), thành các hormon steroid (ở vỏ thượng thận - buồng trứng - tinh hoàn). Tăng cholesterol huyết có thể gây ra những mảng lắng đọng ở ĐM vành -> NMCT.
- Cholesterol huyết tăng lên theo tuổi ở cả nam & nữ cho đến 60 tuổi. Trước 50 tuổi, choles ở nam > nữ, sau 50 tuổi, choles ở nữ > nam.
- bt: 3,9 - 5,2 mmol/L. Đổi đơn vị: mmol/l x 38,7 = mg/dl.
- tăng: xơ vữa ĐM, vàng da tắc mật, tiểu đường, tăng huyết áp..
- giảm: cường giáp, hội chứng Cushing..
- về XVĐM & bệnh mạch vành, cần chú ý:

+ mong muốn: < 200 mg/dL (< 5,2 mmol/L)
+ nguy cơ vừa: 200 – 240 mg/dL (# 5 - 6 mmol/L)
+ nguy cơ cao: > 240 mg/dL (> 6 mmol/L).
Triglycerid
- là ester của glycerol với 3 acid béo, được vận chuyển trong máu dưới dạng lipoprotein.
- ở người, trong tổ chức mỡ dự trữ những acid béo thường là: acid palmitic, acid oleic.
- Triglycerid có trong dầu thực vật & mỡ động vật. Mỡ là glycerid của động vật có nhiều acid béo no, và dầu thực vật là glycerid chứa nhiều acid béo không no.
- Triglycerid có 2 nguồn gốc: ngoại sinh (thức ăn) & nội sinh (do gan tổng hợp). Trong huyết tương, TG ngoại sinh được vận chuyển bởi chylomicron & TG nội sinh được vận chuyển bởi VLDL.
- ở ruột non, TG bị thủy phân bởi lipase thành glycerol & acid béo. Acid béo được hấp thu phần lớn qua hệ bạch huyết & cuối cùng tới dòng máu dưới dạng hạt mỡ (chylomicron).
- TG gây ra huyết tương đục như sữa sau bữa ăn mỡ (biến mất sau 6 giờ, vì được gan đưa vào VLDL, LDL, HDL chuyển đến các mô, nhất là mô mỡ).
- bt: 0,46 - 1,88 mmol/l. Đổi đơn vị: mmol/l x 87.5 = mg/dL -> bt: 40 – 165 mg/dL.
- thay đổi sinh lý: giảm khi hoạt động thể lực mạnh. Tăng trong: hút thuốc, uống rượu, tuổi 50 - 60, sau ăn..
- tăng trong: XVDM, nhồi máu cơ tim, tiểu đường nặng, thiếu máu ác tính, xơ gan, viêm tuỵ, viêm gan..
- giảm trong: suy kiệt.

HDL - cho
- HDL là lipoprotein tỷ trọng cao (High Density Lipoproteins), được tổng hợp ở gan & ruột dưới dạng hình đĩa sau chuyển thành hình cầu trong huyết tương. choles huyết tương được vận chuyển trong HDL: # 25%.
- HDL vận chuyển ngược cholesterol dư thừa từ tế bào ngoại biên về gan để gan oxy hóa & đào thải ra ngoài theo đường ruột. Quá trình này giúp cho tế bào ngoại biên khỏi bị ứ đọng lipid, chống lại hiện tượng sinh xơ vữa -> HDL được gọi là yếu tố chống xơ vữa.
- bt: >= 0,9 mmol/l.
- tăng: giảm nguy cơ XVDM & bệnh mạch vành.
- giảm: XVDM, bệnh mạch vành, béo phì, hút thuốc lá, tăng Triglycerid huyết, kém tập luyện.

LDL - cho
- LDL là lipoprotein tỷ trọng thấp (Low Density Lipoproteins), VLDL là lipoprotein tỷ trọng rất thấp (Very Low Density Lipoproteins) -> được gọi là những LP gây xơ vữa.
- Quá trình tạo LDL: lipid tổng hợp ở gan được đưa vào máu trong thành phần của VLDL, đầu tiên là VLDL1. Trong máu: VLDL1 -> VLDL2 -> IDL -> LDL. Khoảng 20% tiểu phân VLDL biến thành LDL. LDL được gan hay bất cứ tế bào nào khác của cơ thể nắm bắt nhờ các thụ thể đặc hiệu (thụ thể LDL). Sau khi được nắm bắt, LDL tăng trưởng - dinh dưỡng - chuyển hóa nhờ cơ chế nội ẩm bào qua trung gian thụ thể.
- Nobel Y học 1985 (Goldstein & Brown): khi có bất thường thụ thể LDL: không có khả năng nắm bắt LDL lưu hành, không có khả năng nội ẩm bào qua trung gian thụ thể đến các hố có áo và vào trong bào tương -> hậu quả là nồng độ LDL lưu hành tăng, lắng đọng dưới lớp nội mạc -> dẫn đến Xơ vữa động mạch.
- LDL (mmol/l) = Choles - (TG/2,2) - HDL.
- bt: LDL <= 3,4 mmol/l.
- tăng: tăng nguy cơ XVDM & bệnh mạch vành.

Các ion hóa trị
K+
- là chất điện giải của dịch nội bào. K - huyết thanh có khoảng dao động hẹp: tim có thể ngừng đập khi K - hthanh < 2,5 mEq/l hoặc > 7 mEq/l. Khi có sự phân hủy mô: K rời tế bào vào dịch ngoại bào (dịch kẽ & huyết tương).
- 80 - 90% K của cơ thể được thải qua thận. Sự thải quá nhiều K sẽ dẫn đến hạ K/máu. Nếu thận tiết < 600ml nước tiểu/ ngày thì K sẽ tích lại trong dịch lòng mạch -> K - huyết thanh tăng. Số còn lại thải qua đường phân & mồ hôi (# 10 mEq/ngày).
- cơ thể không dự trữ K, thận thải trung bình 40 mEq/l/ngày ngay cả khi sự nhập K thấp. Nhu cầu K: 3 - 4 g/ngày.
- K toàn cơ thể: 30 mEq/l, cation chủ yếu của khu vực nội bào, chỉ có 2% ở khu vực ngoại bào.
- điều hòa K trong máu: thận - pH/máu - nồng độ Insulin/máu - Aldosteron.
- bt: 3,5 - 5 mEq/l.
- nguyên nhân giảm:

1) mất qua đường tiêu hoá: tiêu chảy - ói mửa - dùng thuốc xổ, dò ruột - dò mật - dò thông ống dẫn tiểu ruột, hút dạ dày, kiềm máu.
2) mất qua đường tiểu: do dùng lợi tiểu - kháng sinh (Carbenicilline, Amphotericine, Amioglycosides) - corticoides lượng nhiều, lợi tiểu thẩm thấu - toan huyết do nguyên nhân ống thận - cường Aldosteron, hội chứng Fanconi - hội chứng Bartter.
3) K+ cho vào không đủ: với lượng K hàng ngày < 10 - 20 mEq trong 1 - tuần đưa đến Hạ K/máu.
4) K+ từ ngoại bào vào nội bào: do kiềm hóa môi trường ngoại bào hoặc dùng Glucose ưu trương + Insulin.
- nguyên nhân tăng:

K/máu > 5,5 mEq/l và nặng > 6,5 mEq/l -> cản trở dẫn truyền thần kinh (Acetylcholine) -> liệt cơ, giảm phản xạ gân xương, phù tế bào, nhịp chậm, ngưng tim (rung thất or vô tâm thu).
1) giảm bài tiết qua đường thận: suy thận cấp - suy thận mạn, hội chứng Addison - hội chứng giảm Renin _ Aldosterone, lợi tiểu không mất K, bệnh thận tắc nghẽn.
2) tái phân phối K từ dịch nội bào ra ngoại bào trong trường hợp: 1. toan huyết, 2. quá liều Digitalis, thiếu Insulin, gia tăng nhanh chóng thẩm thấu dịch ngoại bào (do dùng nhiều Glucose ưu trương, Manitol).
3) lượng K gia tăng từ nguồn ngoại sinh: uống - truyền K, truyền máu - truyền PNC K+ liều cao (1 triệu PNC chứa 1,7 mEq K).
4) K nội sinh gia tăng do hủy hoại các mô (tán huyết, ly giải cơ vân, đại phẫu, XHTH, chấn thương do chèn ép).
Tăng kali giả: 1. K phóng thích từ các mẫu máu bị đông có tăng bạch cầu, tăng tiểu cầu; 2. dung huyết ở các mẫu máu; 3. đặt dây thắt mạch quá lâu.
Trong Hôn mê do Đái tháo đường, trước điều trị K tăng, sau điều trị K giảm.
Na+
- Na+ là cation chính của dịch ngoại bào, có tác dụng giữ nước. Khi có thừa Na+ trong dịch ngoại bào thì nước được tái hấp thu nhiều ở thận
- chức năng Na+: dẫn truyền xung động TK - cơ, tham gia hoạt động enzym, điều hòa thăng bằng acid - base (kết hợp với ion Cl- & ion HCO3-).
- những thay đổi của Na+ thường đi đôi với Cl-.
- nguyên nhân giảm:

1) mất muối:
+ suy thượng thận (Addison)
+ suy thận
+ đổ mồ hôi nhiều
+ dùng Lợi tiểu.
2) do pha loãng:
+ điều trị bằng ADH or kích thích tiết ADH
+ hội chứng bài tiết ADH không thích hợp do carcinoma ở phổi, do stress, do các bệnh lý ở não
+ suy tim ứ huyết, xơ gan, hội chứng thận hư
+ do dùng nhiều những chất có nồng độ thẩm thấu (Glucose ưu trương, Manitol..)
3) giảm thể tích dịch ngoại bào:
+ ói mửa, tiêu chảy
+ dùng lợi tiểu, lợi tiểu thẩm thấu
+ Addison.
- nguyên nhân tăng:

1) tăng Na+ huyết với áp lực thẩm thấu do mất nước - mất muối, chủ yếu là mất nước -> thường gặp: hôn mê tăng thẩm thấu do tiểu đường.
2) gia tăng dịch ngoại bào ưu trương (do truyền Sorbitol ưu trương).
3) giảm dịch ngoại bào mất nước nhược trương, bù không đúng hoặc dùng dung dịch ưu trương.
4) rối loạn chức năng dưới đồi trong U não.
5) giữ muối trong bệnh lý: suy tim, suy thận, xơ gan.
- bt: 135 - 145 mEq/l.
- Giảm < 135, giảm nặng < 120. Tăng > 145, nặng > 160.

Cl-
- Cl- là anion chính của Dịch ngoại bào, đóng vai trò quan trọng trong duy trì thăng bằng nước, thẩm độ (cùng với Na+) & thăng bằng acid - base.
- Kết hợp với H+ tạo HCl ở dịch vị. Cạnh tranh với HCO3- đối với Na+ (để duy trì thăng bằng kiềm toan). Phần lớn Cl- nhập kết hợp với Na+ tạo thành NaCl (muối bếp).
- Cl-/máu tăng khi nhiễm toan, giảm khi nhiễm kiềm chuyển hoá.
- bt: 98 - 106 mmol/l.
- giảm do: ăn nhạt, mất nước cấp gây nhiễm kiềm chuyển hoá, nôn kéo dài (hẹp môn vị), dùng thuốc lợi tiểu, tiêu chảy, viêm đại tràng, viêm dạ dày ruột..
- tăng trong: ăn mặn, toan chuyển hoá, suy thận cấp, shock phản vệ, hôn mê tăng áp lực thẩm thấu..

Ca++
- khoảng 99% lượng Ca của cơ thể ở xương - răng (chủ yếu dưới dạng muối phosphat)
- Ca - huyết thanh có 3 dạng: phức hợp khuếch tán được _ CaR, Ca ion hóa _ Ca++, và Ca gắn với protein _ Ca - Prot.
- Ca++ khuếch tán được, nồng độ tăng khi nhiễm toan & giảm khi nhiễm kiềm.
- bt: 2,3 - 2,6 mmol/l (4,4 - 5,2 mEq/l).
- giảm trong: thiếu vitD, nhược cận giáp..
- tăng trong: dùng nhiều vitD, cường cận giáp, nhiễm độc giáp..
- LS xuất hiện cơn tetanie khi Ca++/ máu < 3,5 mEq/l.